# 玛罕巴
玛罕巴（Mahamba）是一种据传生存于刚果共和国利夸拉湖（Lake Likouala）的神秘生物。它通常被描述为一只50英尺（15.24米）长的巨型鳄鱼。有观点认为玛罕巴是白垩纪－第三纪灭绝事件中幸存的沧龙。